# Konrad Heresbach

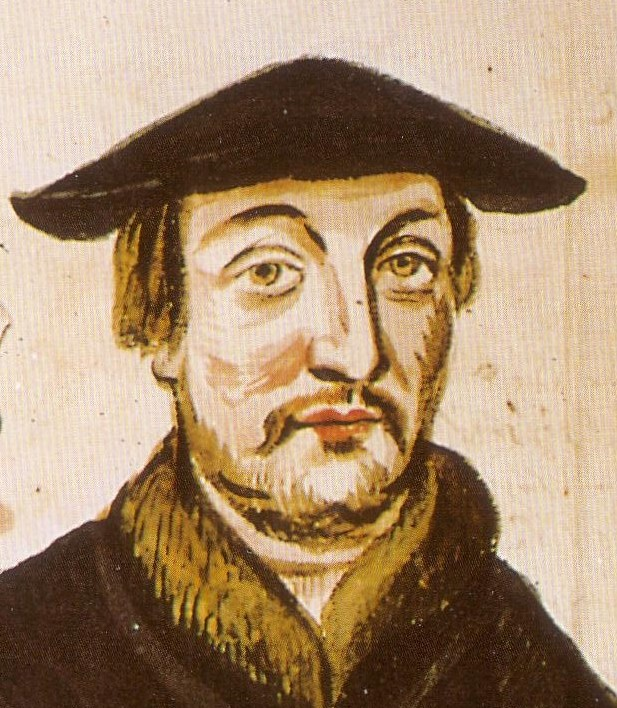
Konrad Heresbach

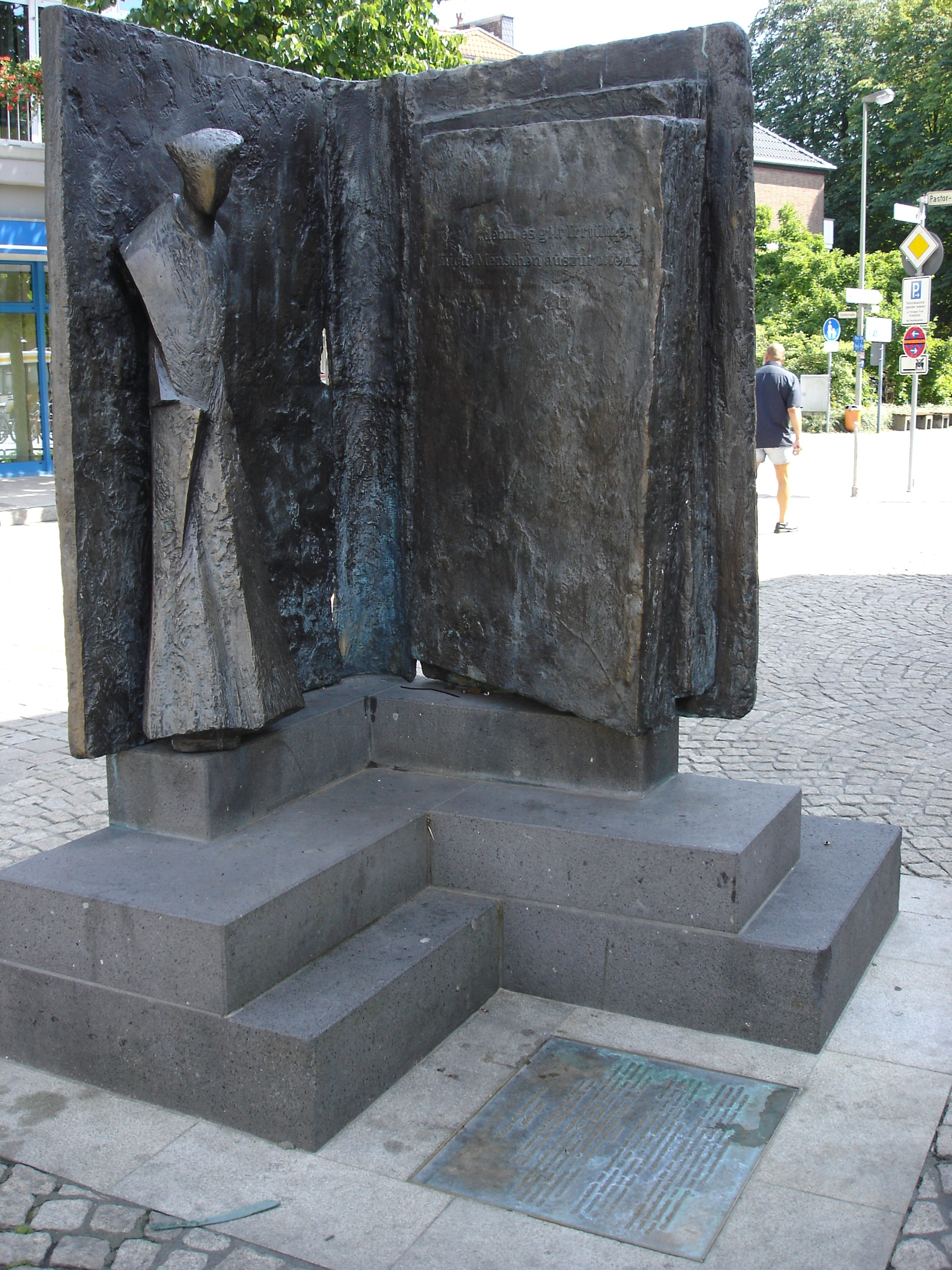
Pomnik Heresbacha w Wesel

Konrad Heresbach (ur. 2 sierpnia 1496, zm. 14 października 1576) – niemiecki humanista, wychowawca i doradca książąt Jülich-Kleve-Berg.

## Życiorys
Konrad Heresbach był synem Konrada, posiadacza ziemskiego (dzierżawcy dóbr opactwa Corvey). W 1512 rozpoczął naukę w gimnazjum w Kolonii. Tam zetknął się z ideami humanizmu. W 1515 został magistrem sztuk wyzwolonych, następnie studiował teologię i prawo; w latach 1517–1519 na różnych francuskich uniwersytetach. W 1520 spotkał Erazma z Rotterdamu i w jego towarzystwie udał się do Bazylei do Johanna Frobena. W 1521 dzięki rekomendacji Erazma został wykładowcą greki na uniwersytecie we Fryburgu Bryzgowijskim. W 1522 wyjechał z Fryburga i na uniwersytecie w Ferrarze uzyskał doktorat z prawa. Po powrocie do Fryburga wydał popularny podręcznik greki, a także rozpoczął kontynuowane później wydawanie znanych dzieł greckich historyków.
W 1523, ponownie z polecenia Erazma objął stanowisko wychowawcy i nauczyciela Wilhelma, dziedzica tronu w księstwie Jülich-Kleve-Berg. W 1535 został bliskim doradcą ojca swego wychowanka, księcia Jana, został członkiem książęcej tajnej rady. Brał udział także w rządach księstwem po śmierci Jana, za panowania swego wychowanka Wilhelma. Podejmował różne misje dyplomatyczne, m.in. 1539 prowadził negocjacje w sprawie małżeństwa siostry księcia Anny z królem Anglii Henrykiem VIII Tudorem. Współtworzył nowe regulacje dotyczące organizacji kościelnej księstwa, szkolnictwa i prawa. Choć wierny katolicyzmowi, starał się przyczynić się do powstrzymania wywołanego reformacją rozłamu w Kościele, był zwolennikiem tolerancji i rozwiązań kompromisowych. Jego polityka via media nie odniosła jednak sukcesu z uwagi na pogarszanie się stosunków między katolikami i protestantami. Był zwolennikiem odejścia w edukacji od scholastycznej doktryny edukacyjnej. Inspirował założenie uniwersytetu w Duisburgu.
W ostatnich latach życia zajął się gospodarką rolną i opublikował pierwszy w historii opis stanu tej gospodarki w Niemczech. Pod koniec życia opublikował też pracę o wychowaniu oraz modlitewnik, kilka innych jego prac zostało wydanych pośmiertnie. Był bliskim przyjacielem Filipa Melanchtona, z którym korespondował przez 30 lat.